# Капуста Микола Андрійович
Капуста Микола Андрійович (18 грудня 1883, Налужжя, нині Микулинецька селищна громада, Тернопільська область — 2 листопада 1960, Сарсель, Франція) — український галицький військовик, кооперативний та громадський діяч. Сотник УГА.

## Життєпис
Микола Андрійович Капуста народився 18 грудня 1883 року в селі Налужжі на Теребовлянщині, тоді Королівство Галичини та Володимирії.
На початку Першої світової війни мобілізований як офіцер запасу. Втратив око внаслідок поранення. 
З 1918 в УГА, пройшов у її лавах увесь шлях, уникнув розстрілу в більшовицькому концтаборі в с. Кожухово (нині мікрорайон Москви). 
На початку 1921 повернувся до Львова. У 1929—1944 роках — член Дирекції Ревізійного Союзу Українських Кооператив начальник Ревізійного відділу Центросоюзу. 
У травні 1944 отримав важке поранення під час бомбардування Львова. Після Другої світової війни проживав у Франції. Був фінансовим радником, а згодом директором канцелярії при НТШ.
Помер 2 листопада 1960 року в Сарселі.